# Antonio Zidarich
Antonio Zidarich (Fiume, 24 novembre 1921 – Gorgonzola, 14 giugno 1980) è stato un calciatore italiano, di ruolo centrocampista.

## Palmarès

### Club

#### Competizioni nazionali
- Campionato italiano Serie C: 1

Fiumana: 1940-1941